# Fluxo de calor crítico
Fluxo de calor crítico descreve o limite térmico de um fenômeno onde uma mudança de fase ocorre durante o aquecimento (tal como bolhas formando-se sobre uma superfície de metal usada para aquecer água),a qual subitamente diminui a eficiência da transferência de calor, então causando superaquecimento localizado da superfície de aquecimento.
O fluxo de calor crítico para ignição é a mais baixa carga térmica por unidade de área capaz de iniciar uma reação de combustão em um dado material (tanto uma ignição com chama como "brasa").

## Descrição
Quando líquido refrigerante sofre uma mudança de fase devido à absorção de calor de uma superfície sólida aquecida, uma taxa de transferência mais alta ocorre. A transferência de calor mais eficiente a partir da superfície aquecida (na form de calor de vaporização mais calor sensível) e os movimentos de bolhas (turbulência e convecção conduzida por bolhas) leva à rápida mistura do fluido. Portanto, a transferência de calor por ebulição desempenha um importante papel nos processos de transferência de calor industrial tais como a transferência macroscópica em trocadores em termoelétricas nucleares e baseadas em combustíveis fósseis, e em dispositivos de transferência de calor microscópicos tais como tubos and microcanais para resfriamento de circuitos integrados ("chips") eletrônicos.
O uso da ebulição é limitado por uma condição chamada fluxo de calor crítico (FCC), o qual é também chamado uma "crise de ebulição" ou "partida da ebulição nucleada (PEN). O mais sério problema é que a limitação da ebulição pode ser diretamente relacionada à burnout física dos materials de uma superfície aquecida devido à repentinamente ineficiente transferência de calor através de um filme de vapor formado através da superfície resultante da substituição de líquido por vapor adjacente à superfície aquecida.
Consequentemente, a ocorrência de FCC é acompanhada por um aumento exagerado da temperatura da superfície para um sistema de superfície de fluxo de calor controlado. Caso contrário, uma diminuição excessiva da taxa de transferência de calor ocorre para um sistema de superfície com temperatura controlada. Isso pode ser explicado com a lei de Newton do resfriamento:
{\displaystyle q=h(T_{w}-T_{f})\,}
onde {\displaystyle q} representa o fluxo de calor, {\displaystyle h} representa o coeficiente de transferência térmica, {\displaystyle T_{w}} representa temperatura da parede e {\displaystyle T_{f}} representa a temperatura do fluido. Se {\displaystyle h} diminui significativamente devido à ocorrência da condição de FCC, {\displaystyle T_{w}} irá aumentar por {\displaystyle q} e {\displaystyle T_{f}} fixos enquanto {\displaystyle q} irá diminuir por {\displaystyle \Delta T} fixa.